# Wettenberger Ried
Das Wettenberger Ried (WDPA- und CDDA-Nr. 82906) ist ein 1982 ausgewiesenes und 66,3 ha (anderen Angaben zufolge 66,6 ha) großes Naturschutzgebiet auf dem Hochgeländ. Es liegt nahe dem Hochdorfer Gemeindeteil Wettenberg im baden-württembergischen Landkreis Biberach (Deutschland).
Es besteht aus den Hochmoorgebieten Wasenmoos und Wettensee.

## Geographische Lage
Das Naturschutzgebiet Wettenberger Ried erstreckt sich direkt östlich dem Scheitel der Hochfläche „Hochgeländ“ etwa zwischen dem Hochdorfer Gemeindeteil Wettenberg im Norden, den Eberhardzeller Weilern Boflitz und Awengen im Osten und Südosten sowie den zu Hochdorf gehörenden Weilern Benzenhaus, Busenberg, Hochgeländ und Berg im Südsüdwesten, Westen und Nordwesten.
Das Schutzgebiet liegt im Westteil vom Einzugsgebiet des kleinen Riß-Zuflusses Umlach auf Höhen von etwa 640 bis 650 m ü. NHN. Es ist rund 1,8 km lang und 300 bis 700 m breit.

## Schutzzweck
Wesentlicher Schutzzweck ist „die Erhaltung und Beruhigung der beiden Hochmoore Wettensee und Wasenmoos mit ihrem typischen Pflanzen‑ und zum Teil vom Aussterben bedrohten Tierbestand und ihren moorkundlichen und entwicklungsgeschichtlichen Besonderheiten auf der höchsten Erhebung des Altmoränegebietes im Landkreis Biberach“.

## Geschichte
Das Wettenberger Ried entstand zum Ende der Rißkaltzeit, als sich Gletscher des Voralpenlands zurückbildeten. Einer dieser Gletscher hinterließ vor etwa 180.000 Jahren eine Mulde über wasserstauenden Erd- und Gesteinsschichten, in denen sich zwei abflusslose Seen ausbildeten. Daraus entstanden im Lauf der Jahrtausende durch Verlandung das Wasenmoos und Wettensee, zwei nährstoffarme und bis 3,8 m mächtige Hochmoore.
In der Umgebung des Wettenberger Rieds wurden im Lauf der Jahrhunderte Burgen erbaut, mit deren Errichtung die Besiedelung des Hochgeländ begann. Dazu zählen Burg Neidegg (zu Eberhardzell) und Burg Schweinhausen (zu Hochdorf), aus deren Mauerresten etwa im Zeitraum 1600 bis 1620 die Heinrichsburg nahe Eberhardzell erbaut wurde. Bei Wettenberg befindet sich am Ostrand des „Wasenmoos“, wenige Meter östlich eines Fahrwegs, der Standort einer ehemaligen Fliehburg, deren Wälle und Gräben erhalten sind.
Ab 1820 wurde aus den Wäldern vom Südteil des Wettenberger Rieds zu Brenn- und Heizzwecken Holz geschlagen und seitdem bis 1950 in Folge durchgeführter Trockenlegung des Wasenmoos Torf gestochen, wobei bis 1834 eine Torfköhlerei betrieben wurde. Die Entwässerung des Moorgebiets geschah durch ein Grabensystem, dessen Gräben noch heute zu erkennen sind. Dabei wurde Wasser zu verschiedenen Zwecken aus dem Moor abgeleitet. Auf den dadurch trockengefallenen Flächen entwickelte sich allmählich ein natürlicher Riedwald.
Seit der ersten Hälfte des 20. Jahrhunderts, als weitere Bereiche des Wettenberger Rieds trockengelegt wurden, weitete sich die Viehhaltung aus der Umgebung in das Ried aus, wodurch sich Moorflächen in Wiesen und Weiden verwandelten. In den 1940er Jahren wurde in West-Ost-Richtung ein Abschnitt einer auch heutzutage noch vorhandenen Hochspannungsleitung durch das Wettenberger Ried gebaut, für die etwa in dessen Mitte eine schneisenartige Rodung durchgeführt wurde. Diese Leitung existiert nicht mehr, sie wurde vor einigen Jahren wieder abgebaut. Seit Ende der 1950er Jahre, als man das Wegenetz im Ried und auf dem Hochgeländ erweiterte, wurde der Riedwald durch Fichtenaufforstungen ersetzt.
Nachdem das Wettenberger Ried über Jahrhunderte intensiv forst- und landwirtschaftlich genutzt worden war, wurde es am 19. Oktober 1982 zum Naturschutzgebiet erklärt, womit die Natur wie vor der Zeit der menschlichen Nutzung des Gebiets wieder Vorrang erhielt. Darin soll sich der Wald ungestört zum „Urwald von Morgen“ entwickeln, wobei die Landschaft größtenteils sich selbst überlassen bleibt. Darauf ist auch zu lesen: Er dient außerdem als wissenschaftliche Beobachtungsfläche für die Urwaldforschung.
Seit 1997 wurden Aufstaumaßnahmen betrieben und seit 1998 und 1999 die zuvor genannten Fichtenaufforstungen größtenteils abgeholzt, mit dem Ziel durch Wiedervernässung und Renaturierung eine Regeneration des Hochmoors zu erreichen und den ursprünglichen Riedcharakter wiederherzustellen. Dies führt zum Absterben des durch vormalige Entwässerung entstandenen Riedwalds und durch zunehmenden Lichteinfall auf das Bodengefüge zu moorbildendem Torfmoos, so dass sich in der Pflanzenwelt wieder licht- und wasserliebende Hochmoorpflanzen wie Preiselbeere, Pfeifengras und Wollgras ansiedeln können und in der Fauna wieder moormögende Amphibien, Einzeller, Insekten, Reptilien, Säugetiere, Spinnen und Vögel heimisch werden können.
Seitdem Teile des Wettenberger Rieds im Jahr 2003 zum Bannwald Wettenberger Ried erklärt worden waren, darf darin keinerlei Nutzung durch Menschenhand stattfinden, wobei die Landschaft gänzlich sich selbst überlassen bleibt.

## Moor-Rundweg
Durch das Wettenberger Ried führt der etwa 2,4 km lange Moor-Rundweg als Bannwald- und Hochmoorlehrpfad, dessen Wandererparkplatz am Südrand des Naturschutzgebiets am Waldrand östlich vom Weiler Benzenhaus liegt. Zahlreichen Info- und Schautafeln sind Informationen über die Natur zu entnehmen und eine Aussichtsplattform an einem neu entstandenen See lädt zum Rasten ein.